# Bergwerk Neuil
Das Bergwerk Neuil (französisch Mine de Neuil) ist ein ehemaliges französisches Erzbergwerk in Saint-Pardoux-la-Rivière im Département Dordogne. Abgebaut wurde silberhaltiger Bleiglanz.

## Geographie
Das Bergwerk Neuil liegt auf 250 m Höhe etwa 1 Kilometer nördlich des namensgebenden Gehöfts Neuil. Das Bergwerk liegt zwischen der D 707 (Nontron–Thiviers) im Süden und dem etwas nördlich vorüberziehenden Verbindungsweg von Saint-Pardoux-la-Rivière nach Le Puy in einem Waldstück.

## Geschichte
Das Bergwerk wurde unter der Nummer 1-4002 der ehemaligen Bleikonzession Nontrons hauptsächlich von 1921 bis 1928, 1956–1959 sowie erneut von 1976 bis 1984 betrieben. Es wurden insgesamt einige hundert Tonnen Erz gefördert. Die Restvorräte werden auf mehrere tausend Tonnen geschätzt.

## Anlage
Der teils verschüttete Förderschacht war einst 47,50 Meter tief und war an drei Fördersohlen angeschlossen. Ein Stollen steht mittlerweile unter Wasser.
Das Erz wurde zu einer beim Weiler Nègrecombe befindlichen Aufbereitungsanlage gebracht und dann per Bahn  (Bahnstrecke Quéroy-Pranzac–Thiviers) zur Verhüttung abtransportiert.

## Geologie
Die Lagerstätte Neuil liegt in migmatitischen Paragneisen des variszischen Grundgebirges des nordwestlichen Massif Centrals. Die teils gefaltet vorliegenden Paragneise streichen vorwiegend Südost (N 135) und fallen mit 20 bis 35° nach Nordost ein. Die Erzänge verlaufen – diskordant zum Streichen der Paragneise – Nordost (N 045 und N 065), etwa parallel mit der südlichen Randstörung des Massif Central nordwestlich von Saint-Pardoux; sie fallen mit 65° nach Nordwest.
Nordwestlich der Lagerstätte Neuil befinden sich noch weitere Erzgänge, die weitestgehend abgebaut wurden (Bergwerk Le Puy, Cantonnier-Gang, Tabataud-Steinbruch etc.). So trägt beispielsweise die D 707 bei Le Puy die Bezeichnung Les Mines.

### Mineralogie
Der Zentralteil der Lagerstätte besteht aus einer Quarzmatrix, die mehr oder weniger stark an Schwerspat angereichert sein kann. Gelegentlich verdrängt der Baryt den Quarz vollständig. Zahlreiche Querbrüche und Klüfte durchziehen den Kernbereich aus Quarz-Baryt. Die Sulfidminerale Bleiglanz, der oktaedrische Überzüge im Zentimeterbereich bildet, derbe Zinkblende sowie pulverförmiger und im Hahnenkammhabitus auftretender Markasit sind im Quarz bzw. Baryt eingeschlossen. Die Salbänder sind generell mylonitisiert und enthalten zerscherte Sulfidmineralabsonderungen. Diese Sekundärabscheidungen bedecken die Querbruchflächen und die mylonitischen Randzonen. Im Quarzkern befinden sich auch gelegentlich Quarz- und Chalcedon-Geoden. Der Quarz in den Quarzgeoden nimmt meist seinen hexagonalen Pyramidalhabitus an, kann aber auch seltene Doppelpyramiden ausbilden. Hohlräume im Baryt können mit Gips ausgekleidet sein. Erwähnenswert ist ferner das Vorkommen von apfelgrünem Pyromorphit in hexagonalem Prismenhabitus.
Die Mineralisation erfolgte hydrothermal bei Temperaturen, die sich zwischen 150 und 300 °C bewegten. Die Vererzung erfolgte in zwei Phasen, die charakteristische Paragenesen erzeugten: Eine hochtemperierte Phase mit Abscheidung von Galenit und Quarz sowie eine niedrigtemperierte Phase mit Baryt und Markasit. Begleitminerale sind Sphalerit, Pyrit und Chalkopyrit. Die Vererzungen gehören zum Typus Sphalerit-Pyrit-Galenit-Chalkopyrit.
Weitere Mineralfunde sind unter anderem Cerussit, Dolomit, gediegen Schwefel sowie das bitumenhaltige Pseudomineral Ozokerit.

### Genese
Eine am Galenit vorgenommene radiometrische Isotopenuntersuchung ergab für die Erzgänge des Grundgebirges ein Alter zwischen 300 und 250 Millionen Jahren BP. Ihre Entstehung erfolgte in der spätvariszischen Phase nach dem Eindringen des Piégut-Pluviers-Granodiorits in die Paragneise, dürfte aber dennoch genetisch mit dem Granodiorit in Verbindung gestanden haben (der Granodiorit steht beispielsweise in einem kleinen Vorkommen nur 1 Kilometer weiter nordöstlich bei Beaumont an).
Die Anordnung der Erzgänge deutet generell auf eine örtliche Dehnung des Grundgebirges in Südostrichtung. Die Paragneise waren während dieser spätvariszischen Phase bereits auf unter 300 °C abgekühlt. An den Gängen fanden überdies Scherbewegungen statt, zu erkennen an den mylonisierten Randzonen. Diese Tatsache zusammen mit den Streuungen der Streichrichtungen lässt möglicherweise auf eine südostwärts ausgerichtete dextrale Scherzone schließen; die N 065 streichenden Gänge wären dann als antithetische Störungen und die N 045 streichenden als R'-Riedel zu interpretieren. Das nordwestliche Einfallen der Gänge lässt außerdem einen Bewegungssinn Hangendes nach Südost vermuten.
Die mineralisierenden hydrothermalen Lösungen stehen wahrscheinlich mit dem Piégut-Pluviers-Granodiorit in Zusammenhang.